# BK Charków
BK Charków (ukr. Баскетбольний клуб «Харків», Basketbolnyj Kłub „Charkiw”) – ukraiński klub koszykarski, mający siedzibę w mieście Charków.

## Historia
Chronologia nazw:
- 1961: BK Budiwelnyk Charków (ukr. БК «Будівельник» Харків)
- 1992: BK TIIT Charków (ukr. БК «ТІІТ» Харків)
- 1994: BK Charków (ukr. БК «Харків»)
- 1994: klub rozwiązano

Klub koszykarski Budiwelnyk Charków został założony w Charkowie w 1961 roku i reprezentował firmę budowlaną DSK-1. Przez dłuższy czas zespół występował w Mistrzostwach Ukraińskiej SRR. W 1974 awansował do Pierwszej ligi mistrzostw ZSRR. W 1986 wrócił do Charkowa były gracz Budiwelnyka Tymofij Bezruk, który został mianowany na stanowisko głównego trenera klubu. W 1989 Bezruk razem z partnerami w biznesie założył mini-fabrykę produkującą odzież sportową o nazwie TIIT. Ostatni sezon 1990/91 na drugim poziomie radzieckiej koszyków zakończył w środku tabeli.
Po odzyskaniu niepodległości przez Ukrainę w sezonie 1992 zespół debiutował w Wyższej Lidze Ukrainy, zdobywając piąte miejsce mistrzostw. W następnym sezonie 1992/93 klub z problemami finansowymi został przejęty przez Tymofija Bezruka oraz jego przyjaciela znanego koszykarza Ołeksandra Wołkowa. Po zmianie nazwy na TIIT Charków klub znów był piątym. W sezonie 1993/94 zajął 7. miejsce. Następnie Ołeksandr Wołkow wycofał się z finansowania klubu. Sezon 1994/95 klub z nazwą BK Charków nie dokończył z powodów finansowych, podczas trwania pierwszej rundy zrezygnował z dalszych występów i potem został rozwiązany.

## Sukcesy
- 5. miejsce w mistrzostwach Ukrainy: 1992, 1992/93
- finalista Pucharu Ukrainy: 1993

## Koszykarze i trenerzy klubu

### Trenerzy
- 1961–1975:  Wołodymyr Leluk
- 1975–1986:  Feliks Margulis
- 1986–1994: / Tymofij Bezruk

## Struktura klubu

### Hala
Klub koszykarski rozgrywał swoje mecze domowe w hali Kompleksu Sportowego Łokomotyw w Charkowie, który może pomieścić 1000 widzów.